# Evropský pohár juniorů ve sportovním lezení 2016
Evropský pohár juniorů ve sportovním lezení 2016 se uskutečnil ve čtyřech zemích. Zahájen byl 16. dubna v polském Tarnówě prvním závodem Evropského poháru juniorů disciplínou lezení na rychlost. V této disciplíně se uskutečnily tři závody, v lezení na obtížnost dva a v boulderingu celkem pět (počítaly se jen čtyři nejlepší výsledky). Poslední závod světového poháru se uskutečnil 10.-12. září v rakouském Imstu (rychlost). Celkem proběhlo 9 závodů pod patronátem IFSC, v tomto roce byly dvě disciplíny zároveň pouze v rakouském Mitterdorfu, 2 závody proběhly v Imstu.
V roce 2016 se v uvedených disciplínách v Rakousku konalo ve dvou termínech a městech také Mistrovství Evropy juniorů, které se do výsledků evropského poháru započítává od roku 2014.

## Přehledy závodů

### Češi na EPJ
V kategorii A zvítězil v lezení na obtížnost Jakub Konečný, který získal ve dvou závodech zlato a stříbro, ve stejné kategorii Matěj Burian získal bronz v lezení na rychlost a celkově skončil čtvrtý.

### Kalendář závodů
| Kalendář závodů EPJ 2016 | Kalendář závodů EPJ 2016 | Kalendář závodů EPJ 2016 | Kalendář závodů EPJ 2016 | Kalendář závodů EPJ 2016 | Kalendář závodů EPJ 2016 | Kalendář závodů EPJ 2016 | Kalendář závodů EPJ 2016 | Kalendář závodů EPJ 2016 | Kalendář závodů EPJ 2016 |
| Datum                    | Místo                    | Země                     | Web                      | Počet závodníků          | Počet závodníků          | Počet závodníků          | Počet zemí               | Počet zemí               | Počet zemí               |
| Datum                    | Místo                    | Země                     | Web                      | obtížnost                | rychlost                 | bouldering               | obtížnost                | rychlost                 | bouldering               |
| ------------------------ | ------------------------ | ------------------------ | ------------------------ | ------------------------ | ------------------------ | ------------------------ | ------------------------ | ------------------------ | ------------------------ |
| 16.—18. dubna            | Tarnów                   | Polsko                   | Facebook                 | —                        | x                        | —                        | —                        | x                        | —                        |
| 7.—8. května             | Soure                    | Portugalsko              | []                       | —                        | —                        | x                        | —                        | —                        | x                        |
| 28.—29. května           | Imst                     | Rakousko                 | []                       | x                        | —                        | —                        | x                        | —                        | —                        |
| 17.-19. června           | Graz                     | Rakousko                 | []                       | —                        | —                        | x                        | —                        | —                        | x                        |
| 2.—3. července           | Varšava                  | Polsko                   | []                       | —                        | —                        | x                        | —                        | —                        | x                        |
| 26.—28. července         | L'Argentière             | Francie                  | []                       | —                        | —                        | x                        | —                        | —                        | x                        |
| 4.—6. srpna              | Längenfeld               | Rakousko                 | []                       | —                        | —                        | x                        | —                        | —                        | x                        |
| 2.—4. září               | Mitterdorf               | Rakousko                 | []                       | x                        | x                        | —                        | x                        | x                        | —                        |
| 10.—12. září             | Imst                     | Rakousko                 | []                       | —                        | x                        | —                        | —                        | x                        | —                        |
| Celkem                   | 9                        | 4                        | IFSC                     | x                        | x                        | x                        | x                        | x                        | x                        |

### Junioři
| Výsledky EPJ v lezení na obtížnost 2016 (2) junioři | Výsledky EPJ v lezení na obtížnost 2016 (2) junioři | Výsledky EPJ v lezení na obtížnost 2016 (2) junioři | Výsledky EPJ v lezení na obtížnost 2016 (2) junioři | Výsledky EPJ v lezení na obtížnost 2016 (2) junioři | Výsledky EPJ v lezení na obtížnost 2016 (2) junioři |
| Pořadí                                              | Jméno                                               | Země                                                | Body                                                | Mitterdorf                                          | Imst                                                |
| --------------------------------------------------- | --------------------------------------------------- | --------------------------------------------------- | --------------------------------------------------- | --------------------------------------------------- | --------------------------------------------------- |
| 1.                                                  | Hannes Puman                                        | Švédsko                                             | 180                                                 | 2. 80                                               | 1. 100                                              |
| 2.                                                  | Sascha Lehmann                                      | Švýcarsko                                           | 135                                                 | 4. 55                                               | 2. 80                                               |
| 3.                                                  | Georg Parma                                         | Rakousko                                            | 116                                                 | 3. 65                                               | 5. 51                                               |
|                                                     |                                                     |                                                     |                                                     |                                                     |                                                     |
| 39.-40.                                             | Mikuláš Keller                                      | Česko                                               | 2                                                   | 33. 0                                               | 29. 2                                               |
| 41.                                                 | Zbyšek Černohous                                    | Česko                                               | 1                                                   | 36.-37. 0                                           | 30. 1                                               |
| 0.                                                  | Petr Kliger                                         | Česko                                               | 0                                                   | 35. 0                                               | 32. 0                                               |
| 0.                                                  | Jakub Dvouletý                                      | Česko                                               | 0                                                   | 38. 0                                               | 33. 0                                               |
| počet finalistů                                     | počet finalistů                                     | počet finalistů                                     | počet finalistů                                     | 8                                                   | 11                                                  |
| počet semifinalistů                                 | počet semifinalistů                                 | počet semifinalistů                                 | počet semifinalistů                                 | 26                                                  | bez semifinále                                      |
| bodovaných závodníků                                | bodovaných závodníků                                | bodovaných závodníků                                | 41                                                  | 30                                                  | 30                                                  |
| celkový počet závodníků                             | celkový počet závodníků                             | celkový počet závodníků                             | —                                                   | 40                                                  | 35                                                  |

| Výsledky EPJ v lezení na rychlost 2016 (3) junioři | Výsledky EPJ v lezení na rychlost 2016 (3) junioři | Výsledky EPJ v lezení na rychlost 2016 (3) junioři | Výsledky EPJ v lezení na rychlost 2016 (3) junioři | Výsledky EPJ v lezení na rychlost 2016 (3) junioři | Výsledky EPJ v lezení na rychlost 2016 (3) junioři | Výsledky EPJ v lezení na rychlost 2016 (3) junioři |
| Pořadí                                             | Jméno                                              | Země                                               | Body                                               | Imst                                               | Mitterdorf                                         | Tarnów                                             |
| -------------------------------------------------- | -------------------------------------------------- | -------------------------------------------------- | -------------------------------------------------- | -------------------------------------------------- | -------------------------------------------------- | -------------------------------------------------- |
| 1.                                                 | Ludovico Fossali                                   | Itálie                                             | 265                                                | 1. 100                                             | 3. 65                                              | 1. 100                                             |
| 2.                                                 | Pierre Rebreyend                                   | Francie                                            | 180                                                | 2. 80                                              | 1. 100                                             | —                                                  |
| 3.                                                 | Lukas Knapp                                        | Rakousko                                           | 167                                                | 3. 65                                              | 6. 47                                              | 4. 55                                              |
|                                                    |                                                    |                                                    |                                                    |                                                    |                                                    |                                                    |
| 7.                                                 | Adam Smiga                                         | Česko                                              | 103                                                | 7. 43                                              | 13. 26                                             | 10. 34                                             |
| 8.                                                 | Pavel Krutil                                       | Česko                                              | 99                                                 | 8. 40                                              | 12. 28                                             | 11. 31                                             |
| počet finalistů                                    | počet finalistů                                    | počet finalistů                                    | počet finalistů                                    | 4/8                                                | 4/8                                                | 4/8                                                |
| počet semifinalistů                                | počet semifinalistů                                | počet semifinalistů                                | počet semifinalistů                                | bez semifinále                                     | 16                                                 | bez semifinále                                     |
| bodovaných závodníků                               | bodovaných závodníků                               | bodovaných závodníků                               | 27                                                 | 9                                                  | 24                                                 | 11                                                 |
| počet závodníků                                    | počet závodníků                                    | počet závodníků                                    | —                                                  | 9                                                  | 24                                                 | 11                                                 |

| Výsledky EPJ v boulderingu 2016 (5-1) junioři | Výsledky EPJ v boulderingu 2016 (5-1) junioři | Výsledky EPJ v boulderingu 2016 (5-1) junioři | Výsledky EPJ v boulderingu 2016 (5-1) junioři | Výsledky EPJ v boulderingu 2016 (5-1) junioři | Výsledky EPJ v boulderingu 2016 (5-1) junioři | Výsledky EPJ v boulderingu 2016 (5-1) junioři | Výsledky EPJ v boulderingu 2016 (5-1) junioři | Výsledky EPJ v boulderingu 2016 (5-1) junioři |
| Pořadí                                        | Jméno                                         | Země                                          | Body                                          | Längenfeld                                    | L'Argentière                                  | Varšava                                       | Graz                                          | Soure                                         |
| --------------------------------------------- | --------------------------------------------- | --------------------------------------------- | --------------------------------------------- | --------------------------------------------- | --------------------------------------------- | --------------------------------------------- | --------------------------------------------- | --------------------------------------------- |
| 1.                                            | Jan-Luca Posch                                | Rakousko                                      | 271                                           | 3. 65                                         | 1. 100                                        | 5. 51                                         | 16. (20)                                      | 4. 55                                         |
| 2.                                            | Georg Parma                                   | Rakousko                                      | 268                                           | 7. 43                                         | 2. 80                                         | 3. 65                                         | 2. 80                                         | —                                             |
| 3.                                            | Matthias Erber                                | Rakousko                                      | 263                                           | 8. 40                                         | 7. 43                                         | 2. 80                                         | 1. 100                                        | 9. (37)                                       |
|                                               |                                               |                                               |                                               |                                               |                                               |                                               |                                               |                                               |
| 50.-53.                                       | Michal Běhounek                               | Česko                                         | 12                                            | 45. 0                                         | —                                             | 24. 6                                         | 25. 6                                         | —                                             |
| 0.                                            | Mikuláš Keller                                | Česko                                         | 0                                             | 49                                            | —                                             | 34. 0                                         | —                                             | —                                             |
| 0.                                            | Jakub Rázek                                   | Česko                                         | 0                                             | 47.-48                                        | —                                             | 36. 0                                         | —                                             | —                                             |
| počet finalistů                               | počet finalistů                               | počet finalistů                               | počet finalistů                               | 6                                             | 9                                             | 8                                             | 8                                             | 8                                             |
| počet semifinalistů                           | počet semifinalistů                           | počet semifinalistů                           | počet semifinalistů                           | bez semifinále                                | bez semifinále                                | bez semifinále                                | bez semifinále                                | bez semifinále                                |
| bodovaných závodníků                          | bodovaných závodníků                          | bodovaných závodníků                          | 67                                            | 30                                            | 30                                            | 30                                            | 30                                            | 26                                            |
| počet závodníků                               | počet závodníků                               | počet závodníků                               | —                                             | 49                                            | 30                                            | 43                                            | 31                                            | 26                                            |

### Juniorky
| Výsledky EPJ v lezení na obtížnost 2016 (2) juniorky | Výsledky EPJ v lezení na obtížnost 2016 (2) juniorky | Výsledky EPJ v lezení na obtížnost 2016 (2) juniorky | Výsledky EPJ v lezení na obtížnost 2016 (2) juniorky | Výsledky EPJ v lezení na obtížnost 2016 (2) juniorky | Výsledky EPJ v lezení na obtížnost 2016 (2) juniorky |
| Pořadí                                               | Jméno                                                | Země                                                 | Body                                                 | Mitterdorf                                           | Imst                                                 |
| ---------------------------------------------------- | ---------------------------------------------------- | ---------------------------------------------------- | ---------------------------------------------------- | ---------------------------------------------------- | ---------------------------------------------------- |
| 1.                                                   | Kajsa Rosén                                          | Švédsko                                              | 200                                                  | 1. 100                                               | 1. 100                                               |
| 2.                                                   | Alina Ring                                           | Švýcarsko                                            | 135                                                  | 2. 80                                                | 4. 55                                                |
| 3.                                                   | Julia Fiser                                          | Rakousko                                             | 100                                                  | 9. 35                                                | 3. 65                                                |
|                                                      |                                                      |                                                      |                                                      |                                                      |                                                      |
| 22.                                                  | Veronika Scheuerová                                  | Česko                                                | 23                                                   | 26. 5                                                | 17. 18                                               |
| 33.                                                  | Andrea Pokorná                                       | Česko                                                | 3                                                    | 28. 3                                                | —                                                    |
| 34.                                                  | Veronika Šimková                                     | Česko                                                | 2                                                    | 29. 2                                                | —                                                    |
| 0.                                                   | Karolína Taberyová                                   | Česko                                                | 0                                                    | 31. 0                                                | —                                                    |
| počet finalistek                                     | počet finalistek                                     | počet finalistek                                     | počet finalistek                                     | 8                                                    | 12                                                   |
| počet semifinalistek                                 | počet semifinalistek                                 | počet semifinalistek                                 | počet semifinalistek                                 | 26                                                   | bez semifiánle                                       |
| bodovaných závodnic                                  | bodovaných závodnic                                  | bodovaných závodnic                                  | 35                                                   | 30                                                   | 17                                                   |
| počet závodnic                                       | počet závodnic                                       | počet závodnic                                       | —                                                    | 31                                                   | 17                                                   |

| Výsledky EPJ v lezení na rychlost 2016 (3) juniorky | Výsledky EPJ v lezení na rychlost 2016 (3) juniorky | Výsledky EPJ v lezení na rychlost 2016 (3) juniorky | Výsledky EPJ v lezení na rychlost 2016 (3) juniorky | Výsledky EPJ v lezení na rychlost 2016 (3) juniorky | Výsledky EPJ v lezení na rychlost 2016 (3) juniorky | Výsledky EPJ v lezení na rychlost 2016 (3) juniorky |
| Pořadí                                              | Jméno                                               | Země                                                | Body                                                | Imst                                                | Mitterdorf                                          | Tarnów                                              |
| --------------------------------------------------- | --------------------------------------------------- | --------------------------------------------------- | --------------------------------------------------- | --------------------------------------------------- | --------------------------------------------------- | --------------------------------------------------- |
| 1.                                                  | Chiara Bigi                                         | Itálie                                              | 182                                                 | 2. 80                                               | 15. 22                                              | 2. 80                                               |
| 2.                                                  | Giorgia Randi                                       | Itálie                                              | 147                                                 | 1. 100                                              | 6. 47                                               | —                                                   |
| 3.                                                  | Margaux Deschamps                                   | Francie                                             | 105                                                 | 3. 65                                               | 8. 40                                               | —                                                   |
|                                                     |                                                     |                                                     |                                                     |                                                     |                                                     |                                                     |
| 17.                                                 | Andrea Pokorná                                      | Česko                                               | 26                                                  | —                                                   | 13. 26                                              | —                                                   |
| počet finalistek                                    | počet finalistek                                    | počet finalistek                                    | počet finalistek                                    | 4/8                                                 | 4/8                                                 | 2                                                   |
| počet semifinalistek                                | počet semifinalistek                                | počet semifinalistek                                | počet semifinalistek                                | bez semifinále                                      | bez semifinále                                      | bez semifinále                                      |
| bodovaných závodnic                                 | bodovaných závodnic                                 | bodovaných závodnic                                 | 18                                                  | 5                                                   | 15                                                  | 3                                                   |
| počet závodnic                                      | počet závodnic                                      | počet závodnic                                      | —                                                   | 5                                                   | 15                                                  | 3                                                   |

| Výsledky EPJ v boulderingu 2016 (5-1) juniorky | Výsledky EPJ v boulderingu 2016 (5-1) juniorky | Výsledky EPJ v boulderingu 2016 (5-1) juniorky | Výsledky EPJ v boulderingu 2016 (5-1) juniorky | Výsledky EPJ v boulderingu 2016 (5-1) juniorky | Výsledky EPJ v boulderingu 2016 (5-1) juniorky | Výsledky EPJ v boulderingu 2016 (5-1) juniorky | Výsledky EPJ v boulderingu 2016 (5-1) juniorky | Výsledky EPJ v boulderingu 2016 (5-1) juniorky |
| Pořadí                                         | Jméno                                          | Země                                           | Body                                           | Längenfeld                                     | L'Argentière                                   | Varšava                                        | Graz                                           | Soure                                          |
| ---------------------------------------------- | ---------------------------------------------- | ---------------------------------------------- | ---------------------------------------------- | ---------------------------------------------- | ---------------------------------------------- | ---------------------------------------------- | ---------------------------------------------- | ---------------------------------------------- |
| 1.                                             | Staša Gejo                                     | Srbsko                                         | 400                                            | 1. 100                                         | 1. 100                                         | 1. 100                                         | 1. 100                                         | —                                              |
| 2.                                             | Franziska Sterrer                              | Rakousko                                       | 296                                            | 7. (43)                                        | 5. 51                                          | 2. 80                                          | 3. 65                                          | 1. 100                                         |
| 3.                                             | Johanna Färber                                 | Rakousko                                       | 270                                            | 2. 80                                          | 4. 55                                          | 4. 55                                          | 4. (55)                                        | 2. 80                                          |
| 31.-32.                                        | Eliška Vlčková                                 | Česko                                          | 24                                             | —                                              | —                                              | —                                              | 14. 24                                         | —                                              |
| 37.-38.                                        | Veronika Šimková                               | Česko                                          | 16                                             | 18. 16                                         | —                                              | —                                              | —                                              | —                                              |
| počet finalistek                               | počet finalistek                               | počet finalistek                               | počet finalistek                               | 6                                              | 8                                              | 8                                              | 8                                              | 8                                              |
| počet semifinalistek                           | počet semifinalistek                           | počet semifinalistek                           | počet semifinalistek                           | bez semifinále                                 | bez semifinále                                 | bez semifinále                                 | bez semifinále                                 | bez semifinále                                 |
| bodovaných závodnic                            | bodovaných závodnic                            | bodovaných závodnic                            | 43                                             | 29                                             | 18                                             | 23                                             | 20                                             | 30                                             |
| počet závodnic                                 | počet závodnic                                 | počet závodnic                                 | —                                              | 29                                             | 18                                             | 23                                             | 20                                             | 10                                             |

### Chlapci kat A
| Výsledky EPJ v lezení na obtížnost 2016 (2) chlapci A | Výsledky EPJ v lezení na obtížnost 2016 (2) chlapci A | Výsledky EPJ v lezení na obtížnost 2016 (2) chlapci A | Výsledky EPJ v lezení na obtížnost 2016 (2) chlapci A | Výsledky EPJ v lezení na obtížnost 2016 (2) chlapci A | Výsledky EPJ v lezení na obtížnost 2016 (2) chlapci A |
| Pořadí                                                | Jméno                                                 | Země                                                  | Body                                                  | Mitterdorf                                            | Imst                                                  |
| ----------------------------------------------------- | ----------------------------------------------------- | ----------------------------------------------------- | ----------------------------------------------------- | ----------------------------------------------------- | ----------------------------------------------------- |
| 1.                                                    | Jakub Konečný                                         | Česko                                                 | 180                                                   | 1. 100                                                | 2. 80                                                 |
| 2.                                                    | Filip Schenk                                          | Itálie                                                | 151                                                   | 5. 51                                                 | 1. 100                                                |
| 3.                                                    | Giorgio Bendazzoli                                    | Itálie                                                | 112                                                   | 6. 47                                                 | 3. 65                                                 |
|                                                       |                                                       |                                                       |                                                       |                                                       |                                                       |
| 24.                                                   | Vojtěch Trojan                                        | Česko                                                 | 21                                                    | 19. 14                                                | 24. 7                                                 |
| 36.-37.                                               | Jan Kendík                                            | Česko                                                 | 3                                                     | 37. 0                                                 | 28. 3                                                 |
| 0.                                                    | Aleš Maršík                                           | Česko                                                 | 0                                                     | —                                                     | 34.-35. 0                                             |
| 0.                                                    | Jakub Skočdopole                                      | Česko                                                 | 0                                                     | 42. 0                                                 | —                                                     |
| počet finalistů                                       | počet finalistů                                       | počet finalistů                                       | počet finalistů                                       | 8                                                     | 10                                                    |
| počet semifinalistů                                   | počet semifinalistů                                   | počet semifinalistů                                   | počet semifinalistů                                   | 26                                                    | bez semifinále                                        |
| bodovaných závodníků                                  | bodovaných závodníků                                  | bodovaných závodníků                                  | 41                                                    | 30                                                    | 30                                                    |
| celkový počet závodníků                               | celkový počet závodníků                               | celkový počet závodníků                               | —                                                     | 48                                                    | 38                                                    |

| Výsledky EPJ v lezení na rychlost 2016 (3) chlapci A | Výsledky EPJ v lezení na rychlost 2016 (3) chlapci A | Výsledky EPJ v lezení na rychlost 2016 (3) chlapci A | Výsledky EPJ v lezení na rychlost 2016 (3) chlapci A | Výsledky EPJ v lezení na rychlost 2016 (3) chlapci A | Výsledky EPJ v lezení na rychlost 2016 (3) chlapci A | Výsledky EPJ v lezení na rychlost 2016 (3) chlapci A |
| Pořadí                                               | Jméno                                                | Země                                                 | Body                                                 | Imst                                                 | Mitterdorf                                           | Tarnów                                               |
| ---------------------------------------------------- | ---------------------------------------------------- | ---------------------------------------------------- | ---------------------------------------------------- | ---------------------------------------------------- | ---------------------------------------------------- | ---------------------------------------------------- |
| 1.                                                   | Gian Luca Zodda                                      | Itálie                                               | 240                                                  | 1. 100                                               | 8. 40                                                | 1.                                                   |
| 2.                                                   | Gabriele Randi                                       | Itálie                                               | 207                                                  | 2. 80                                                | 6. 47                                                | 2. 80                                                |
| 3.                                                   | Cristian Dorigatti                                   | Itálie                                               | 160                                                  | 8. 40                                                | 4. 55                                                | 3. 65                                                |
|                                                      |                                                      |                                                      |                                                      |                                                      |                                                      |                                                      |
| 4.                                                   | Matěj Burian                                         | Česko                                                | 148                                                  | 3. 65                                                | 12. 28                                               | 4. 55                                                |
| počet finalistů                                      | počet finalistů                                      | počet finalistů                                      | počet finalistů                                      | 4/8                                                  | 4/8                                                  | 4/8                                                  |
| počet semifinalistů                                  | počet semifinalistů                                  | počet semifinalistů                                  | počet semifinalistů                                  | bez semifinále                                       | 16                                                   | bez semifinále                                       |
| bodovaných závodníků                                 | bodovaných závodníků                                 | bodovaných závodníků                                 | 29                                                   | 11                                                   | 27                                                   | 8                                                    |
| počet závodníků                                      | počet závodníků                                      | počet závodníků                                      | —                                                    | 11                                                   | 27                                                   | 8                                                    |

| Výsledky EPJ v boulderingu 2016 (5-1) chlapci A | Výsledky EPJ v boulderingu 2016 (5-1) chlapci A | Výsledky EPJ v boulderingu 2016 (5-1) chlapci A | Výsledky EPJ v boulderingu 2016 (5-1) chlapci A | Výsledky EPJ v boulderingu 2016 (5-1) chlapci A | Výsledky EPJ v boulderingu 2016 (5-1) chlapci A | Výsledky EPJ v boulderingu 2016 (5-1) chlapci A | Výsledky EPJ v boulderingu 2016 (5-1) chlapci A | Výsledky EPJ v boulderingu 2016 (5-1) chlapci A |
| Pořadí                                          | Jméno                                           | Země                                            | Body                                            | Längenfeld                                      | L'Argentière                                    | Varšava                                         | Graz                                            | Soure                                           |
| ----------------------------------------------- | ----------------------------------------------- | ----------------------------------------------- | ----------------------------------------------- | ----------------------------------------------- | ----------------------------------------------- | ----------------------------------------------- | ----------------------------------------------- | ----------------------------------------------- |
| 1.                                              | Petar Ivanov                                    | Bulharsko                                       | 315                                             | 20. (12)                                        | 2. 80                                           | 2. 80                                           | 4. 55                                           | 1. 100                                          |
| 2.                                              | Max Prinz                                       | Německo                                         | 282                                             | 9. 37                                           | 12. (28)                                        | 3. 65                                           | 1. 100                                          | 2. 80                                           |
| 3.                                              | Nimrod Marcus                                   | Izrael                                          | 278                                             | 5. 51                                           | —                                               | 1. 100                                          | 6. 47                                           | —                                               |
|                                                 |                                                 |                                                 |                                                 |                                                 |                                                 |                                                 |                                                 |                                                 |
| 50.-51.                                         | Vojtěch Trojan                                  | Česko                                           | 8                                               | —                                               | —                                               | 23. 8                                           | 32. 0                                           | —                                               |
| 0.                                              | Jakub Skočdopole                                | Česko                                           | 0                                               | 43.-45. 0                                       | —                                               | 31. 0                                           | 34. 0                                           | —                                               |
| 0.                                              | Aleš Maršík                                     | Česko                                           | 0                                               | 37. 0                                           | —                                               | —                                               | 35.-36. 0                                       | —                                               |
| 0.                                              | Martin Chytil                                   | Česko                                           | 0                                               | —                                               | —                                               | 37. 0                                           | 37. 0                                           | —                                               |
| počet finalistů                                 | počet finalistů                                 | počet finalistů                                 | počet finalistů                                 | 6                                               | 8                                               | 6                                               | 6                                               | 6                                               |
| počet semifinalistů                             | počet semifinalistů                             | počet semifinalistů                             | počet semifinalistů                             | bez semifinále                                  | bez semifinále                                  | bez semifinále                                  | bez semifinále                                  | bez semifinále                                  |
| bodovaných závodníků                            | bodovaných závodníků                            | bodovaných závodníků                            | 64                                              | 30                                              | 28                                              | 30                                              | 30                                              | 24                                              |
| počet závodníků                                 | počet závodníků                                 | počet závodníků                                 | —                                               | 49                                              | 28                                              | 40                                              | 37                                              | 24                                              |

### Dívky kat A
| Výsledky EPJ v lezení na obtížnost 2016 (2) dívky A | Výsledky EPJ v lezení na obtížnost 2016 (2) dívky A | Výsledky EPJ v lezení na obtížnost 2016 (2) dívky A | Výsledky EPJ v lezení na obtížnost 2016 (2) dívky A | Výsledky EPJ v lezení na obtížnost 2016 (2) dívky A | Výsledky EPJ v lezení na obtížnost 2016 (2) dívky A |
| Pořadí                                              | Jméno                                               | Země                                                | Body                                                | Mitterdorf                                          | Imst                                                |
| --------------------------------------------------- | --------------------------------------------------- | --------------------------------------------------- | --------------------------------------------------- | --------------------------------------------------- | --------------------------------------------------- |
| 1.                                                  | Eva Maria Hammelmüller                              | Rakousko                                            | 180                                                 | 1. 100                                              | 2. 80                                               |
| 2.                                                  | Michelle Hulliger                                   | Švýcarsko                                           | 131                                                 | 2. 80                                               | 5. 51                                               |
| 3.                                                  | Asja Gollo                                          | Itálie                                              | 110                                                 | 4. 55                                               | 4. 55                                               |
| 11.                                                 | Lenka Slezáková                                     | Česko                                               | 48                                                  | 19. 14                                              | 10. 34                                              |
| 36.                                                 | Sabina Večeřová                                     | Česko                                               | 5                                                   | —                                                   | 26. 5                                               |
| 0.                                                  | Aneta Loužecká                                      | Česko                                               | 0                                                   | 38.-39. 0                                           | 34. 0                                               |
| 0.                                                  | Michaela Matúšová                                   | Česko                                               | 0                                                   | —                                                   | 31. 0                                               |
| počet finalistek                                    | počet finalistek                                    | počet finalistek                                    | počet finalistek                                    | 9                                                   | 10                                                  |
| počet semifinalistek                                | počet semifinalistek                                | počet semifinalistek                                | počet semifinalistek                                | 27                                                  | bez semifinále                                      |
| bodovaných závodnic                                 | bodovaných závodnic                                 | bodovaných závodnic                                 | 40                                                  | 30                                                  | 30                                                  |
| počet závodnic                                      | počet závodnic                                      | počet závodnic                                      | —                                                   | 39                                                  | 35                                                  |

| Výsledky EPJ v lezení na rychlost 2016 (3) dívky A | Výsledky EPJ v lezení na rychlost 2016 (3) dívky A | Výsledky EPJ v lezení na rychlost 2016 (3) dívky A | Výsledky EPJ v lezení na rychlost 2016 (3) dívky A | Výsledky EPJ v lezení na rychlost 2016 (3) dívky A | Výsledky EPJ v lezení na rychlost 2016 (3) dívky A | Výsledky EPJ v lezení na rychlost 2016 (3) dívky A |
| Pořadí                                             | Jméno                                              | Země                                               | Body                                               | Imst                                               | Mitterdorf                                         | Tarnów                                             |
| -------------------------------------------------- | -------------------------------------------------- | -------------------------------------------------- | -------------------------------------------------- | -------------------------------------------------- | -------------------------------------------------- | -------------------------------------------------- |
| 1.                                                 | Elisabetta Dalla Brida                             | Itálie                                             | 193                                                | 3. 65                                              | 12. 28                                             | 1. 100                                             |
| 2.                                                 | Silvia Porta                                       | Itálie                                             | 178                                                | 5. 51                                              | 6. 47                                              | 2. 80                                              |
| 3.                                                 | Jelena Remizovová                                  | Rusko                                              | 155                                                | 1. 100                                             | 4. 55                                              | —                                                  |
|                                                    |                                                    |                                                    |                                                    |                                                    |                                                    |                                                    |
| 10.                                                | Sára Urbanová                                      | Česko                                              | 90                                                 | 10. 34                                             | 18. 16                                             | 8. 40                                              |
| počet finalistek                                   | počet finalistek                                   | počet finalistek                                   | počet finalistek                                   | 4/8                                                | 4/8                                                | 4/8                                                |
| počet semifinalistek                               | počet semifinalistek                               | počet semifinalistek                               | počet semifinalistek                               | bez semifinále                                     | 16                                                 | bez semifinále                                     |
| bodovaných závodnic                                | bodovaných závodnic                                | bodovaných závodnic                                | 24                                                 | 10                                                 | 22                                                 | 8                                                  |
| počet závodnic                                     | počet závodnic                                     | počet závodnic                                     | —                                                  | 10                                                 | 22                                                 | 8                                                  |

| Výsledky EPJ v boulderingu 2016 (5-1) dívky A | Výsledky EPJ v boulderingu 2016 (5-1) dívky A | Výsledky EPJ v boulderingu 2016 (5-1) dívky A | Výsledky EPJ v boulderingu 2016 (5-1) dívky A | Výsledky EPJ v boulderingu 2016 (5-1) dívky A | Výsledky EPJ v boulderingu 2016 (5-1) dívky A | Výsledky EPJ v boulderingu 2016 (5-1) dívky A | Výsledky EPJ v boulderingu 2016 (5-1) dívky A | Výsledky EPJ v boulderingu 2016 (5-1) dívky A |
| Pořadí                                        | Jméno                                         | Země                                          | Body                                          | Längenfeld                                    | L'Argentière                                  | Varšava                                       | Graz                                          | Soure                                         |
| --------------------------------------------- | --------------------------------------------- | --------------------------------------------- | --------------------------------------------- | --------------------------------------------- | --------------------------------------------- | --------------------------------------------- | --------------------------------------------- | --------------------------------------------- |
| 1.                                            | Giorgia Tesio                                 | Itálie                                        | 302                                           | 1. 100                                        | 2. 80                                         | 1. 100                                        | 15. 22                                        | —                                             |
| 2.                                            | Tjasa Slemensek                               | Slovinsko                                     | 294                                           | 10. 34                                        | 1. 100                                        | 2. 80                                         | 2. 80                                         | —                                             |
| 3.                                            | Johanna Holfeld                               | Německo                                       | 267                                           | 8. 40                                         | 11. (31)                                      | 6. 47                                         | 1. 100                                        | 2. 80                                         |
|                                               |                                               |                                               |                                               |                                               |                                               |                                               |                                               |                                               |
| 46.-48.                                       | Jana Ondřejová                                | Česko                                         | 10                                            | 43. 0                                         | 26. 5                                         | 26. 5                                         | —                                             | —                                             |
| 58.-64.                                       | Aneta Loužecká                                | Česko                                         | 1                                             | 37.-38. 0                                     | —                                             | 28.-33. 1                                     | 32. 0                                         | —                                             |
| 58.-64.                                       | Michaela Matúšová                             | Česko                                         | 1                                             | 43. 0                                         | —                                             | 28.-33. 1                                     | 33. 0                                         | —                                             |
| 0.                                            | Sabina Večeřová                               | Česko                                         | 0                                             | —                                             | —                                             | —                                             | 35. 0                                         | —                                             |
| počet finalistek                              | počet finalistek                              | počet finalistek                              | počet finalistek                              | 6                                             | 8                                             | 8                                             | 9                                             | 8                                             |
| počet semifinalistek                          | počet semifinalistek                          | počet semifinalistek                          | počet semifinalistek                          | bez semifinále                                | bez semifinále                                | bez semifinále                                | bez semifinále                                | bez semifinále                                |
| bodovaných závodnic                           | bodovaných závodnic                           | bodovaných závodnic                           | 64                                            | 30                                            | 28                                            | 33                                            | 30                                            | 21                                            |
| počet závodnic                                | počet závodnic                                | počet závodnic                                | —                                             | 44                                            | 28                                            | 33                                            | 36                                            | 21                                            |

### Chlapci kat B
| Výsledky EPJ v lezení na obtížnost 2016 (2) chlapci B | Výsledky EPJ v lezení na obtížnost 2016 (2) chlapci B | Výsledky EPJ v lezení na obtížnost 2016 (2) chlapci B | Výsledky EPJ v lezení na obtížnost 2016 (2) chlapci B | Výsledky EPJ v lezení na obtížnost 2016 (2) chlapci B | Výsledky EPJ v lezení na obtížnost 2016 (2) chlapci B |
| Pořadí                                                | Jméno                                                 | Země                                                  | Body                                                  | Mitterdorf                                            | Imst                                                  |
| ----------------------------------------------------- | ----------------------------------------------------- | ----------------------------------------------------- | ----------------------------------------------------- | ----------------------------------------------------- | ----------------------------------------------------- |
| 1.                                                    | Luka Potočar                                          | Slovinsko                                             | 108                                                   | 23. 8                                                 | 1. 100                                                |
| 2.                                                    | Noé Moutault                                          | Francie                                               | 100                                                   | 1. 100                                                | —                                                     |
| 3.                                                    | Sam Avezou                                            | Francie                                               | 80                                                    | 2. 80                                                 | —                                                     |
| 3.                                                    | Tim Bucher                                            | Švýcarsko                                             | 80                                                    | 8. 40                                                 | 8. 40                                                 |
| 3.                                                    | Stephan Rest                                          | Rakousko                                              | 80                                                    | —                                                     | 2. 80                                                 |
|                                                       |                                                       |                                                       |                                                       |                                                       |                                                       |
| 41.                                                   | Jiří Churavý                                          | Česko                                                 | 1                                                     | 47                                                    | 30. 1                                                 |
| 0.                                                    | Šimon Potůček                                         | Česko                                                 | 0                                                     | 38. 0                                                 | 37                                                    |
| 0.                                                    | Albert Musil                                          | Česko                                                 | 0                                                     | 45                                                    | 32                                                    |
| 0.                                                    | Radim Hejdušek                                        | Česko                                                 | 0                                                     | 50                                                    | —                                                     |
| počet finalistů                                       | počet finalistů                                       | počet finalistů                                       | počet finalistů                                       | 8                                                     | 10                                                    |
| počet semifinalistů                                   | počet semifinalistů                                   | počet semifinalistů                                   | počet semifinalistů                                   | 26                                                    | bez semifinále                                        |
| bodovaných závodníků                                  | bodovaných závodníků                                  | bodovaných závodníků                                  | 41                                                    | 29                                                    | 30                                                    |
| celkový počet závodníků                               | celkový počet závodníků                               | celkový počet závodníků                               | —                                                     | 51                                                    | 38                                                    |

| Výsledky EPJ v lezení na rychlost 2016 (3) chlapci B | Výsledky EPJ v lezení na rychlost 2016 (3) chlapci B | Výsledky EPJ v lezení na rychlost 2016 (3) chlapci B | Výsledky EPJ v lezení na rychlost 2016 (3) chlapci B | Výsledky EPJ v lezení na rychlost 2016 (3) chlapci B | Výsledky EPJ v lezení na rychlost 2016 (3) chlapci B | Výsledky EPJ v lezení na rychlost 2016 (3) chlapci B |
| Pořadí                                               | Jméno                                                | Země                                                 | Body                                                 | Imst                                                 | Mitterdorf                                           | Tarnów                                               |
| ---------------------------------------------------- | ---------------------------------------------------- | ---------------------------------------------------- | ---------------------------------------------------- | ---------------------------------------------------- | ---------------------------------------------------- | ---------------------------------------------------- |
| 1.                                                   | Yegor Shapovalov                                     | Ukrajina                                             | 216                                                  | 3. 65                                                | 5. 51                                                | 1. 100                                               |
| 2.                                                   | Milosz Bujak                                         | Polsko                                               | 167                                                  | 1. 100                                               | 14. 24                                               | 7. 43                                                |
| 3.                                                   | Yaroslav Tkach                                       | Ukrajina                                             | 163                                                  | 2. 80                                                | 7. 43                                                | 8. 40                                                |
| počet finalistů                                      | počet finalistů                                      | počet finalistů                                      | počet finalistů                                      | 4/8                                                  | 4/8                                                  | 4/8                                                  |
| počet semifinalistů                                  | počet semifinalistů                                  | počet semifinalistů                                  | počet semifinalistů                                  | bez semifinále                                       | 16                                                   | bez semifinále                                       |
| bodovaných závodníků                                 | bodovaných závodníků                                 | bodovaných závodníků                                 | 30                                                   | 12                                                   | 28                                                   | 10                                                   |
| počet závodníků                                      | počet závodníků                                      | počet závodníků                                      | —                                                    | 12                                                   | 28                                                   | 10                                                   |

| Výsledky EPJ v boulderingu 2016 (5-1) chlapci B | Výsledky EPJ v boulderingu 2016 (5-1) chlapci B | Výsledky EPJ v boulderingu 2016 (5-1) chlapci B | Výsledky EPJ v boulderingu 2016 (5-1) chlapci B | Výsledky EPJ v boulderingu 2016 (5-1) chlapci B | Výsledky EPJ v boulderingu 2016 (5-1) chlapci B | Výsledky EPJ v boulderingu 2016 (5-1) chlapci B | Výsledky EPJ v boulderingu 2016 (5-1) chlapci B | Výsledky EPJ v boulderingu 2016 (5-1) chlapci B |
| Pořadí                                          | Jméno                                           | Země                                            | Body                                            | Längenfeld                                      | L'Argentière                                    | Varšava                                         | Graz                                            | Soure                                           |
| ----------------------------------------------- | ----------------------------------------------- | ----------------------------------------------- | ----------------------------------------------- | ----------------------------------------------- | ----------------------------------------------- | ----------------------------------------------- | ----------------------------------------------- | ----------------------------------------------- |
| 1.                                              | Sam Avezou                                      | Francie                                         | 365                                             | 1. 100                                          | 1. 100                                          | 1. 100                                          | 3. 65                                           | 3. (65)                                         |
| 2.                                              | Christoph Schweiger                             | Německo                                         | 289                                             | 16. (20)                                        | 11. 29                                          | 2. 80                                           | 1. 100                                          | 2. 80                                           |
| 3.                                              | Nathan Martin                                   | Francie                                         | 275                                             | 3. 65                                           | 3. 65                                           | 3. 65                                           | 2. 80                                           | —                                               |
|                                                 |                                                 |                                                 |                                                 |                                                 |                                                 |                                                 |                                                 |                                                 |
| 0.                                              | Kryštof Kotyz                                   | Česko                                           | 0                                               | 37. 0                                           | —                                               | —                                               | —                                               | —                                               |
| 0.                                              | Matyáš Pochman                                  | Česko                                           | 0                                               | 38. 0                                           | —                                               | —                                               | 31.-32. 0                                       | —                                               |
| počet finalistů                                 | počet finalistů                                 | počet finalistů                                 | počet finalistů                                 | 6                                               | 8                                               | 8                                               | 8                                               | 8                                               |
| počet semifinalistů                             | počet semifinalistů                             | počet semifinalistů                             | počet semifinalistů                             | bez semifinále                                  | bez semifinále                                  | bez semifinále                                  | bez semifinále                                  | bez semifinále                                  |
| bodovaných závodníků                            | bodovaných závodníků                            | bodovaných závodníků                            | 63                                              | 30                                              | 30                                              | 30                                              | 30                                              | 17                                              |
| počet závodníků                                 | počet závodníků                                 | počet závodníků                                 | —                                               | 39                                              | 30                                              | 30                                              | 33                                              | 17                                              |

### Dívky kat B
| Výsledky EPJ v lezení na obtížnost 2016 (2) dívky B | Výsledky EPJ v lezení na obtížnost 2016 (2) dívky B | Výsledky EPJ v lezení na obtížnost 2016 (2) dívky B | Výsledky EPJ v lezení na obtížnost 2016 (2) dívky B | Výsledky EPJ v lezení na obtížnost 2016 (2) dívky B | Výsledky EPJ v lezení na obtížnost 2016 (2) dívky B |
| Pořadí                                              | Jméno                                               | Země                                                | Body                                                | Mitterdorf                                          | Imst                                                |
| --------------------------------------------------- | --------------------------------------------------- | --------------------------------------------------- | --------------------------------------------------- | --------------------------------------------------- | --------------------------------------------------- |
| 1.                                                  | Laura Rogora                                        | Itálie                                              | 200                                                 | 1. 100                                              | 1. 100                                              |
| 2.                                                  | Celina Schoibl                                      | Rakousko                                            | 130                                                 | 3. 65                                               | 3. 65                                               |
| 3.                                                  | Lucka Rakovec                                       | Slovinsko                                           | 127                                                 | 6. 47                                               | 2. 80                                               |
|                                                     |                                                     |                                                     |                                                     |                                                     |                                                     |
| 6.-7.                                               | Eliška Adamovská                                    | Česko                                               | 71                                                  | 18. 16                                              | 4. 55                                               |
| 34.-35.                                             | Tereza Kubátová                                     | Česko                                               | 7                                                   | 27. 4                                               | 28. 3                                               |
| 0.                                                  | Natalie Tuzová                                      | Česko                                               | 0                                                   | 32. 0                                               | 35. 0                                               |
| 0.                                                  | Nela Tvrzníková                                     | Česko                                               | 0                                                   | —                                                   | 38                                                  |
| počet finalistek                                    | počet finalistek                                    | počet finalistek                                    | počet finalistek                                    | 8                                                   | 8                                                   |
| počet semifinalistek                                | počet semifinalistek                                | počet semifinalistek                                | počet semifinalistek                                | 27                                                  | 26                                                  |
| bodovaných závodnic                                 | bodovaných závodnic                                 | bodovaných závodnic                                 | 40                                                  | 30                                                  | 30                                                  |
| počet závodnic                                      | počet závodnic                                      | počet závodnic                                      | —                                                   | 46                                                  | ?                                                   |

| Výsledky EPJ v lezení na rychlost 2016 (3) dívky B | Výsledky EPJ v lezení na rychlost 2016 (3) dívky B | Výsledky EPJ v lezení na rychlost 2016 (3) dívky B | Výsledky EPJ v lezení na rychlost 2016 (3) dívky B | Výsledky EPJ v lezení na rychlost 2016 (3) dívky B | Výsledky EPJ v lezení na rychlost 2016 (3) dívky B | Výsledky EPJ v lezení na rychlost 2016 (3) dívky B |
| Pořadí                                             | Jméno                                              | Země                                               | Body                                               | Imst                                               | Mitterdorf                                         | Tarnów                                             |
| -------------------------------------------------- | -------------------------------------------------- | -------------------------------------------------- | -------------------------------------------------- | -------------------------------------------------- | -------------------------------------------------- | -------------------------------------------------- |
| 1.                                                 | Giorgia Strazieri                                  | Itálie                                             | 210                                                | 3. 65                                              | 2. 80                                              | 3. 65                                              |
| 2.                                                 | Aleksandra Kalucka                                 | Polsko                                             | 202                                                | 1. 100                                             | 5. 51                                              | 5. 51                                              |
| 3.                                                 | Francesca Vasi                                     | Itálie                                             | 182                                                | 5. 51                                              | 11. 31                                             | 3. 65                                              |
|                                                    |                                                    |                                                    |                                                    |                                                    |                                                    |                                                    |
| 8.                                                 | Hana Křížová                                       | Česko                                              | 99                                                 | 10. 34                                             | 12. 28                                             | 9. 37                                              |
| počet finalistek                                   | počet finalistek                                   | počet finalistek                                   | počet finalistek                                   | 4/8                                                | 4/8                                                | 4/8                                                |
| počet semifinalistek                               | počet semifinalistek                               | počet semifinalistek                               | počet semifinalistek                               | bez semifinále                                     | 16                                                 | bez semifinále                                     |
| bodovaných závodnic                                | bodovaných závodnic                                | bodovaných závodnic                                | 26                                                 | 12                                                 | 22                                                 | 10                                                 |
| počet závodnic                                     | počet závodnic                                     | počet závodnic                                     | —                                                  | 12                                                 | 22                                                 | 10                                                 |

| Výsledky EPJ v boulderingu 2016 (5-1) Dívky B | Výsledky EPJ v boulderingu 2016 (5-1) Dívky B | Výsledky EPJ v boulderingu 2016 (5-1) Dívky B | Výsledky EPJ v boulderingu 2016 (5-1) Dívky B | Výsledky EPJ v boulderingu 2016 (5-1) Dívky B | Výsledky EPJ v boulderingu 2016 (5-1) Dívky B | Výsledky EPJ v boulderingu 2016 (5-1) Dívky B | Výsledky EPJ v boulderingu 2016 (5-1) Dívky B | Výsledky EPJ v boulderingu 2016 (5-1) Dívky B |
| Pořadí                                        | Jméno                                         | Země                                          | Body                                          | Längenfeld                                    | L'Argentière                                  | Varšava                                       | Graz                                          | Soure                                         |
| --------------------------------------------- | --------------------------------------------- | --------------------------------------------- | --------------------------------------------- | --------------------------------------------- | --------------------------------------------- | --------------------------------------------- | --------------------------------------------- | --------------------------------------------- |
| 1.                                            | Laura Rogora                                  | Itálie                                        | 335                                           | 2. 80                                         | 1. 100                                        | 4. 55                                         | 11. (31)                                      | 1. 100                                        |
| 2.                                            | Celina Schoibl                                | Rakousko                                      | 315                                           | 1. 100                                        | 2. 80                                         | —                                             | 4. 55                                         | 2. 80                                         |
| 3.                                            | Sandra Lettner                                | Rakousko                                      | 285                                           | 3. 65                                         | 3. 65                                         | —                                             | 1. 100                                        | 4. 55                                         |
|                                               |                                               |                                               |                                               |                                               |                                               |                                               |                                               |                                               |
| 0.                                            | Natalie Tuzová                                | Česko                                         | 0                                             | 36. 0                                         | —                                             | —                                             | 40. 0                                         | —                                             |
| 0.                                            | Klára Hašková                                 | Česko                                         | 0                                             | 38. 0                                         | —                                             | —                                             | 42. 0                                         | —                                             |
| počet finalistek                              | počet finalistek                              | počet finalistek                              | počet finalistek                              | 7                                             | 8                                             | 8                                             | 8                                             | 8                                             |
| počet semifinalistek                          | počet semifinalistek                          | počet semifinalistek                          | počet semifinalistek                          | bez semifinále                                | bez semifinále                                | bez semifinále                                | bez semifinále                                | bez semifinále                                |
| bodovaných závodnic                           | bodovaných závodnic                           | bodovaných závodnic                           | 57                                            | 30                                            | 30                                            | 27                                            | 30                                            | 21                                            |
| počet závodnic                                | počet závodnic                                | počet závodnic                                | —                                             | 38                                            | 33                                            | 27                                            | 43                                            | 21                                            |

### Medaile podle zemí
| pořadí | stát      | Zlatá medaile | Stříbrná medaile | Bronzová medaile | celkem |
| ------ | --------- | ------------- | ---------------- | ---------------- | ------ |
| 1.     | Itálie    | 8             | 4                | 4                | 16     |
| 2.     | Rakousko  | 2             | 4                | 7                | 13     |
| 3.     | Švédsko   | 2             | 0                | 0                | 2      |
| 4.     | Francie   | 1             | 2                | 3                | 6      |
| 5.     | Slovinsko | 1             | 1                | 1                | 3      |
| 6.     | Ukrajina  | 1             | 0                | 1                | 2      |
| 7.     | Srbsko    | 1             | 0                | 0                | 1      |
| 7.     | Česko     | 1             | 0                | 0                | 1      |
| 7.     | Bulharsko | 1             | 0                | 0                | 1      |
| 10.    | Švýcarsko | 0             | 3                | 1                | 4      |
| 11.    | Německo   | 0             | 2                | 1                | 3      |
| 12.    | Polsko    | 0             | 2                | 0                | 2      |
| 13.    | Izrael    | 0             | 0                | 1                | 1      |
| 13.    | Rusko     | 0             | 0                | 1                | 1      |

### Čeští medailisté v jednotlivých závodech EPJ 2016
| Datum a Místo         | Disciplína | Kategorie | Lezec/lezkyně | Zlato         | Stříbro          | Bronz            |
| --------------------- | ---------- | --------- | ------------- | ------------- | ---------------- | ---------------- |
| 29. května Mitterdorf | Obtížnost  | Kat. A    | Jakub Konečný | Zlatá medaile |                  |                  |
| 4. září Imst          | Obtížnost  | Kat. A    | Jakub Konečný |               | Stříbrná medaile |                  |
| 12. září Imst         | Rychlost   | Kat. A    | Matěj Burian  |               |                  | Bronzová medaile |

### Videozáznamy z EPJ 2016
| Místo        | Pozvánka | Obtížnost | Obtížnost  | Rychlost | Rychlost   | Bouldering | Bouldering | Jiné |
| Místo        | Pozvánka | finále    | semifinále | finále   | semifinále | finále     | semifinále | Jiné |
| ------------ | -------- | --------- | ---------- | -------- | ---------- | ---------- | ---------- | ---- |
| Tarnów       | x        | -         | -          | x        | x          | -          | -          |      |
| Soure        | x        | -         | -          | -        | -          | x          | x          |      |
| Imst         | x        | x         | x          | -        | -          | -          | -          |      |
| Graz         | x        | -         | -          | -        | -          | x          | x          |      |
| Varšava      | x        | -         | -          | -        | -          | x          | x          |      |
| L'Argentière | x        | -         | -          | -        | -          | x          | x          |      |
| Längenfeld   | x        | -         | -          | -        | -          | x          | x          |      |
| Mitterdorf   | x        | x         | x          | x        | x          | -          | -          |      |
| Imst         | x        | -         | -          | x        | x          | -          | -          |      |